# Sibylle de Jérusalem
Sibylle de Jérusalem, née vers 1160 et morte en septembre 1190, reine de Jérusalem de 1186 à 1190, est la fille d'Amaury Ier de Jérusalem et d'Agnès de Courtenay. Elle était la sœur de Baudouin IV le lépreux et d'Isabelle Ire, ainsi que la mère de Baudouin V, dit Baudouinet.

## Biographie
Son oncle Baudouin III meurt en 1161, mais les barons du royaume demandent à son père Amaury de se séparer d’Agnès de Courtenay, qu’ils jugent trop volage et intrigante, s’il tient à devenir roi. Une parenté opportune est mise au jour et permet la séparation des époux, tout en reconnaissant la légitimité de leurs deux enfants, Baudouin et Sibylle. Amaury se remarie avec Marie Comnène qui donne naissance à une fille, Isabelle.

### Princesse de Jérusalem
Très tôt, la lèpre de Baudouin est détectée, et il ne fait aucun doute que Sibylle doit être appelée à régner sur le trône de Jérusalem. Aussi la question de son mariage devient particulièrement une affaire d’État. Amaury Ier songea d’abord à Étienne Ier, comte de Sancerre et lui envoya en 1171 l’archevêque de Tyr Frédéric de La Roche en ambassade. Le comte vient en Terre Sainte, mais, à peine débarqué, changeant d’avis, il se contente d’effectuer sa quarantaine et repart vers Constantinople.
Amaury meurt le 11 juillet 1174 et son fils Baudouin IV le lépreux lui succède. Agnès de Courtenay profite de la mort d’Amaury pour revenir à la cour et y exercer son influence. La question de la succession du royaume se pose avec plus d’acuité, car on sait que les jours du roi sont comptés.
Le choix du roi et de ses conseillers se porte sur la personne de Guillaume Longue Epée, fils aîné du marquis Guillaume V de Montferrat. Contacté en 1175, il débarque à Sidon au début du mois d’octobre 1176, épouse immédiatement Sibylle et reçoit le comté de Jaffa et d’Ascalon. Mais il contracte au bout de quelques mois une maladie et meurt à Ascalon en juin 1177. Enceinte, Sibylle donne naissance à un fils posthume, Baudouin (1177-1186), à la fin de l’été 1177.
Vers 1178, Philippe d’Alsace, comte de Flandre, qui est venu combattre en Terre Sainte, propose de la marier à un de ses chevaliers, le fils de Robert V de Béthune, mais la mésentente entre Baudouin et Philippe ne permet pas à ce projet d’aboutir.
Le 5 juin 1179, Josse, évêque d’Acre est envoyé en ambassade auprès du duc Hugues III de Bourgogne, pour lui proposer la main de Sibylle et la succession du royaume, mais si ce dernier accepte, il tarde à rejoindre la Terre sainte. Entre-temps, Sibylle s’éprend de Baudouin d’Ibelin, seigneur de Rama, lequel est malheureusement capturé par Saladin le 10 juin 1179. Sibylle lui écrit en lui demandant de payer sa rançon au plus vite pour l’épouser, Baudouin, libéré sur parole part à Constantinople pour demander la somme au riche et généreux empereur Manuel Comnène, mais quand il débarque à Acre, c’est pour voir Sibylle promise à Guy de Lusignan.
En effet, Aimery de Lusignan, cadet poitevin qui s’était installé en Terre Sainte et qui avait épousé la fille de Baudouin d’Ibelin, Echive, cherchait à obtenir de l’importance au sein du royaume. Ayant obtenu la faveur d’Agnès de Courtenay, la reine mère, il devient connétable du royaume. Puis il se met en tête de marier Sibylle avec son frère Guy de Lusignan, pensant ensuite le contrôler et diriger le royaume. Il vante tellement les qualités de son frère auprès de Sibylle que celle-ci oublie Baudouin et accepte d’épouser Guy. Baudouin IV, cédant aux sollicitations pressantes de sa mère et de sa sœur, finit par consentir au mariage. Guy de Lusignan arrive en Terre Sainte à la fin de 1179, épouse Sibylle en avril (entre le 14 et le 20) 1180 et reçoit à cette occasion le  comté de Jaffa et d’Ascalon.
Guy de Lusignan ne tarde pas à montrer sa médiocrité, et Baudouin IV décide d’associer au trône Baudouinet, le fils du premier mariage de Sibylle, et en fait son héritier. Baudouin IV le lépreux meurt le 16 mars 1185, Baudouinet, âgé de huit ans, lui succède sous le nom de Baudouin V, sous la régence de Raymond III, comte de Tripoli. Mais le jeune roi meurt à son tour en septembre 1186.

### Reine de Jérusalem
Josselin III de Courtenay, oncle de Sibylle, incite Raymond III à rejoindre les barons de son parti à Tibériade et à y attendre la convocation de l’assemblée des barons, chargée de décider de la succession. À l’issue de l’enterrement de Baudouin V et profitant de l’absence de Raymond III de Tripoli, Sibylle se fait couronner reine, le patriarche Héraclius, pourtant partisan de Lusignan mais craignant le mécontentement populaire n’ose pas couronner Guy en même temps. C’est Sibylle qui insiste pour que Guy soit couronné.
Mais tout n’est pas encore joué sans l’assentiment de l’assemblée des barons. Désigné comme régent par Baudouin le Lépreux, Raymond III peut faire acte de candidature, mais conscient que cela diviserait le royaume, il se retire et propose la candidature d’Isabelle, demi-sœur de Sibylle, et de son mari Onfroy IV de Toron, mais ce dernier se désiste.
Contrairement à ses prédécesseurs, Guy de Lusignan, dépourvu de tout bon sens politique, soutient les exactions et les provocations de Renaud de Châtillon, au lieu de les réprimer. Saladin décide alors d’y mettre fin et attaque le royaume de Jérusalem. Guy de Lusignan, à la tête de l’ost franc, se porte à sa rencontre, mais son armée, mal dirigée, est écrasée le 4 juillet 1187 à Hattin, et le roi est capturé. À Jérusalem, Balian d’Ibelin organise un conseil de défense, mais la reine Sibylle n’y participe pas. Elle décide même de rejoindre son mari, toujours prisonnier, à Naplouse avant le début du siège de Jérusalem.
Saladin lui permet ensuite de se retirer en 1188 à Tripoli et libère Guy de Lusignan au cours de l’été 1188. Sibylle rejoint ensuite son mari qui assiège Saint-Jean-d’Acre, mais elle meurt durant le siège, en septembre 1190.

## Mariages et enfants
De son premier mariage, célébré en octobre 1176, avec Guillaume Longue Epée de Montferrat (v. 1150-1177), elle a eu :
- Baudouin V ou Baudouinet (1177-1186), roi de Jérusalem.

Elle se remarie ensuite en avril 1180 avec Guy de Lusignan (av. 1153-avril 1194), et a :
- Alix de Lusignan (av. 1187-1190) ;
- Marie de Lusignan (av. 1187-1190)[15] ;
- deux autres filles (av. 1187-1190).

## Dans la culture
Sibylle est parfois identifiée à Mélusine de Hierges, mais cette dernière relève de la littérature fantastique du Moyen Âge et non de l'histoire.
Dans le film de Ridley Scott Kingdom of Heaven (2005), son rôle est interprétée par l'actrice française Eva Green. Toutefois, la réalité historique diffère sensiblement du scénario du film. Dans celui-ci, on prête notamment à Sibylle une idylle avec le personnage principal, Balian d'Ibelin (Orlando Bloom).